# Gelfond–Schneiders sats
Gelfond–Schneiders sats eller Gelfonds sats inom matematiken säger att om α och β bägge är algebraiska tal (med α ≠ 0 och α ≠ 1) och β är irrationellt, är αβ transcendent. Detta bevisades 1934 av Alexander Gelfond och oberoende av honom av Theodor Schneider året därpå. Resultatet utgjorde en dellösning till det sjunde Hilbertproblemet.
Av satsen följer exempelvis att Gelfond–Schneiders konstant 2√2 samt √2√2 är transcendenta tal. Även Gelfonds konstant eπ är transcendent, eftersom detta tal är ett värde av det flertydiga uttrycket (−1)(−i) där i betecknar den imaginära enheten (i är algebraiskt men inte rationellt). I det fall αβ är flertydigt gäller satsen för samtliga värden.
Ett angränsande resultat är Lindemann–Weierstrass sats av vilket bland annat följer att e och π är transcendenta. Både Gelfond–Schneiders och Lindemann–Weierstrass satser skulle följa som specialfall av Schanuels förmodan, som ännu inte bevisats.